# Vietnamesische Badmintonmeisterschaft 2013
Die Vietnamesische Badmintonmeisterschaft 2013 fand vom 22. bis zum 27. September 2013 im Phan-Dinh-Phung-Stadion in Ho-Chi-Minh-Stadt statt. 

## Titelträger
| Disziplin    | Sieger                          |
| ------------ | ------------------------------- |
| Herreneinzel | Nguyễn Tiến Minh                |
| Dameneinzel  | Vũ Thị Trang                    |
| Herrendoppel | Nguyễn Hoàng Nam Dương Bảo Đức  |
| Damendoppel  | Nguyễn Thị Sen Vũ Thị Trang     |
| Mixed        | Dương Bảo Đức Thái Thị Hồng Gấm |